# Zimmerius petersi
A Zimmerius petersi a madarak (Aves) osztályának a verébalakúak (Passeriformes) rendjébe és a királygébicsfélék (Tyrannidae) családjába tartozó faj.

## Rendszerezés
Besorolása vitatott, egyes szervezetek szerint a fagyöngytirannusz (Zimmerius vilissimus) alfaja Zimmerius vilissimus petersi néven, vagy a Zimmerius improbus petersi

## Előfordulása
Venezuela területén honos.